# 仁和镇 (峡江县)
仁和镇，是中华人民共和国江西省吉安市峡江县下辖的一个乡镇级行政单位。

## 行政区划
仁和镇下辖以下地区：
仁和村、彭家村、官田村、刁田村、大田村、大里村、大畔村、枥坑村和新陂村。